# Wetering
|  | Per a altres significats, vegeu «Wetering (desambiguació)». |

Un wetering o watering és un canal o un rec de desguàs als pòlders marítims o fluvials a la zona costanera de Calais fins al riu Neisse. El mot és d'origen neerlandès i prové d'un verb obsolet weteren que significa desguassar.

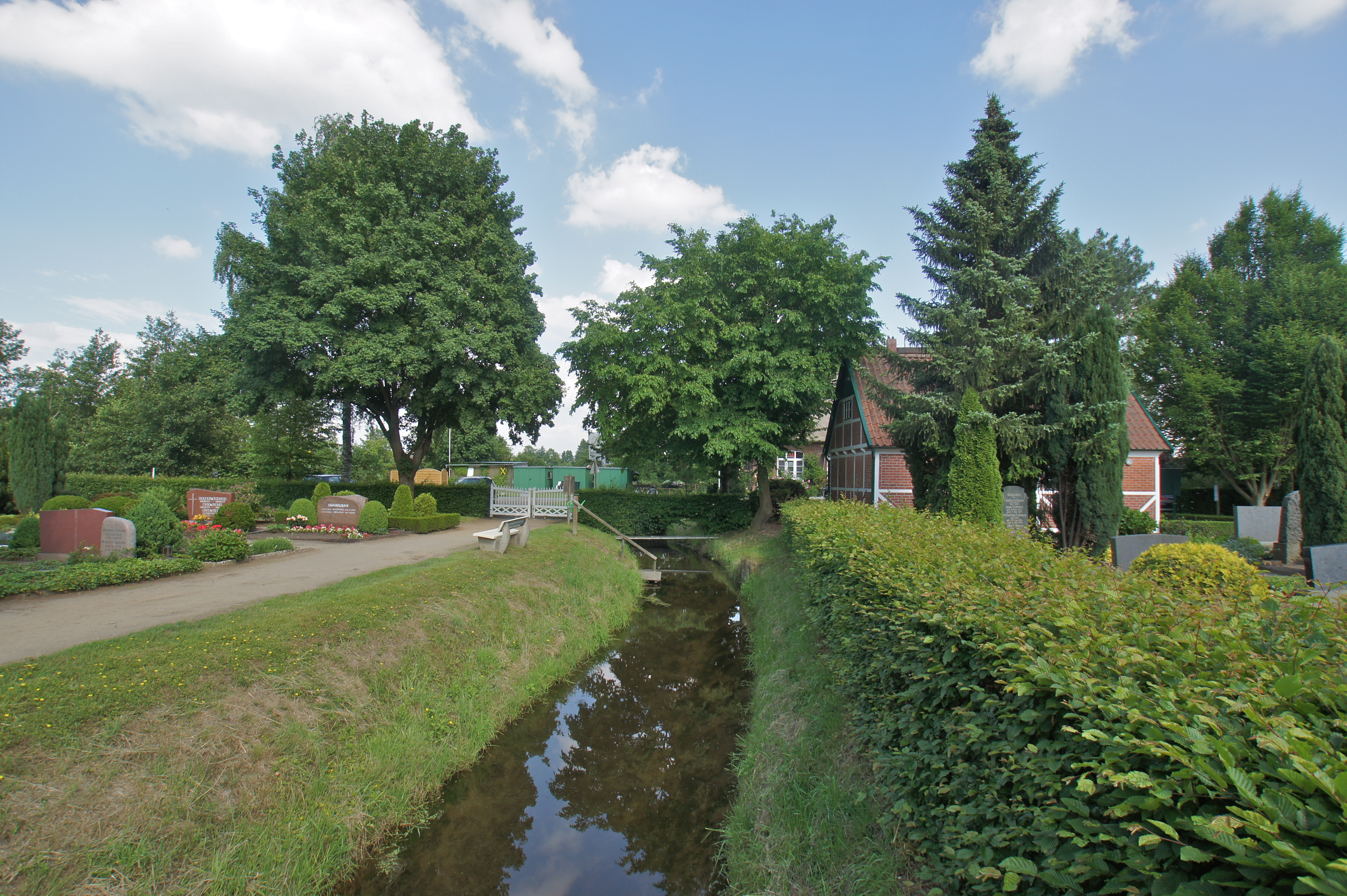
Wettern al cementiri d'Altengamme

Per fer un wetering es pot excavar un canal nou o aprofitar un curs d'aigua o un priel natural existent. Aquests darrers es reconeixen per la seva forma irregular, orgànica (com el Brookwetterung als Vierlande), mentrestant els primers són força rectes. Els waterings tenen un cabal baix i sense manteniment permanent s'enlloten fàcilment. Quan no és pol·luït, el llot de dragatge serveix d'adob natural. Per la seva importància en el paisatge, la paraula es tornarà a trobar en molts topònims i patrònims.
Com el terra es troba sovint davall del nivell de la marea alta, cal quasi sempre un sistema de rescloses de desguàs a l'endret on el watering desguassa al riu principal o al mar. Com que aquestes rescloses eren punts febles per temps de marejades fortes, va optar-se amb el progrés de la tecnologia per a molins i des de l'inici del segle xx, estacions de bombatge. Enginyers com el flamenc Simon Stevin (1548-1620) i el brabanço Venceslau Cobergher (1557-1634) van tenir un paper molt important en aquesta evolució tecnològica.

## Watering, wateringue, watringue (Flandes, França)
Una variant és el mot watering que al Nord – Pas-de-Calais a França, Flandes i Valònia significa la xarxa dels recs i que, per metonímia, passà a l'administració dels pòlders i weterings, unes institucions que des de l'edat mitjana fins avui van continuar el manteniment dels dics i dels recs. El president de la institució obté el títol de dijkgraaf o comte dels dics. Això revela la importància a territoris baixos de la defensa permanent contra el mar i la marea, igual d'important que la defensa militar pels comtes, tot i no ésser un títol de noblesa.

## Wetterung, Wetter(n), Tief (Alemanya), Deep (frísia oriental)
A Alemanya del nord, l'arquebisbe Frederic I de Bremen, en cerca de territoris nous, va iniciar el moviment de polderització i va convidar colons del comtat d'Holanda que amb la seva perícia també van importar el seu vocabulari que passà de les paraules baix alemanyes wettern, weddern, wetter i wedder i l'alemany wetterung, fins i tot llur nom passà a la regió que van conquerir al mar i als aiguamolls: Hollerland. A Frísia Oriental s'utilitza la paraula Tief o Deep (baix alemany) per als weterings més pregons (Tief = pregó) navegables amb petites embarcacions.